# František Jiří Karel z Metternichu
František Jiří Karel hrabě z Metternichu-Winneburgu (německy Franz Georg Karl Graf von Metternich-Winneburg; 9. března 1746 Koblenz – 11. srpna 1818 Vídeň) byl diplomat a ministr v rakouských službách, od roku 1803 kníže z Ochsenhausenu. Pocházel z rodové linie Winneburg-Beilstein šlechtického rodu Metternichů původem z Porýní.

## Život a kariéra

### Vzdělání a počátky kariéry

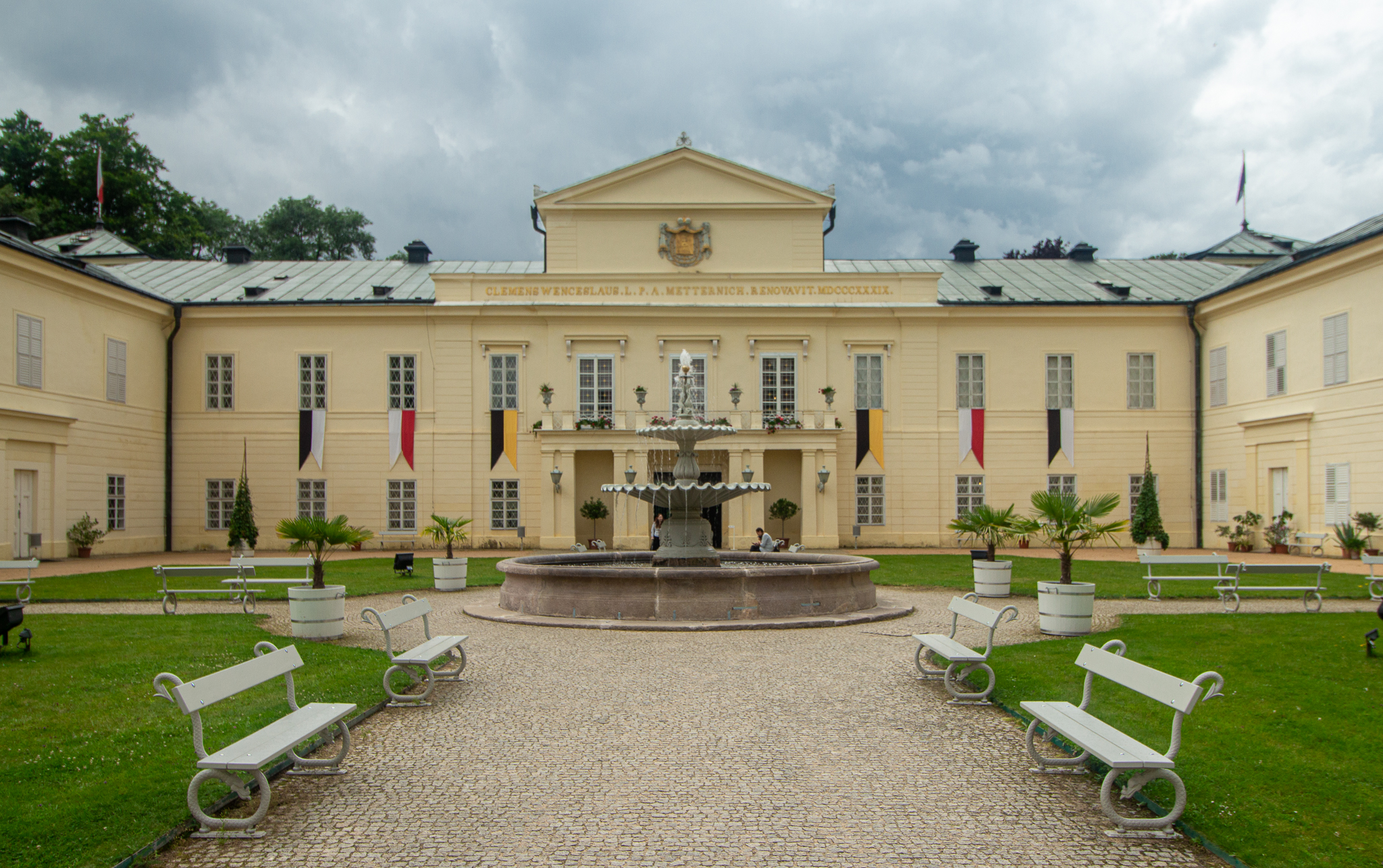
Zámek Kynžvart, který nechal na rodovém panství v Čechách postavit syn Františka Jiřího, slavný politik Klemens Václav.

Narodil se jako syn hraběte Jana Huga z Metternichu-Winneburgu a jeho manželky Kláry Luisy, svobodné paní z Kesselstattu.Jeho otec brzy zemřel a mladý František Jiří vyrůstal v opatrovnictví svého strýce Františka Ludvíka z Metternichu-Winneburgu. Poté studoval práva v Mohuči a při studiích se u Říšského komorního soudu ve Wetzlaru, Říšského sněmu v Řezně a Říšské dvorské rady ve Vídni seznámil s fungováním justice a vlády ve Svaté říši. Po studiích se vydal na kavalírskou cestu po Itálii. Po návratu se v roce 1768 stal vyslancem trevírského kurfiřta Clemense Václava Saského ve Vídni. Později jej kurfiřt jmenoval státním a konferenčním radou pro zahraniční záležitosti. V této roli byl Metternich stoupencem profrancouzské politiky. Jelikož se však nemohl prosadit vůči hlavním ministrům, odešel v roce 1773 k císařskému dvoru.

### Císařským vyslancem
Ve Vídni Františka Jiřího podporoval především český hrabě Václav Antonín z Kounic. Metternich byl jmenován vyslancem Trevírského a Kolínského kurfiřtství a také dolnorýnsko-vestfálského okresu. Sehrál významnou roli při volbě Marie Kunigundy Saské essenskou abatyší (1780) a také při volbě Maxmiliána Františka Rakouského do funkce kolínského arcibiskupa a münsterského biskupa. Nicméně další císařské kandidáty v biskupstvích Lutych, Hildesheim a Paderbornu se Metternichovi prosadit nepodařilo.
Metternich byl vyslancem krátce také v Mohuči, však kvůli intrikám ztratil přízeň kurfiřta Bedřicha Karla z Erthalu a ze své pozice byl opět odvolán. Metternichovy pokusy získat místo soudce u Říšského komorního soudu nebo dokonce post říšského vicekancléře však ztroskotaly na chybějící podpoře hraběte Kounice. Místo toho však byl Metternich při císařské volbě Leopolda II. roku 1790 jmenován druhým volitelem za Země Koruny české.
V roce 1782 se ve Štrasburku stal členem spolku svobodných zednářů. Lóže Karoline zu den drei Pfauen v Neuwiedu jej v roce 1784 uvádí jako svého předsedajícího.

### Ministrem pro Rakouské Nizozemí
Metternich později sehrál roli také při zažehnání povstání v Lutychu a následně byl jmenován ministrem pro Rakouské Nizozemí. Jeho vliv zde však výrazně omezoval oficiální místodržitel, vévoda Albert Kazimír. Metternichova pozice v Bruselu se v roce 1792 kvůli začátku první koaliční války stala nebezpečnou, proto se dočasně stáhl. Po ztrátě Rakouského Nizozemí ve prospěch Francie v roce 1794 se Metternich vrátil do Vídně, avšak s odstoupením hraběte Kounice ztratil Metternich svého nejdůležitejšího spojence u dvora.
Pro invazi francouzské revoluční armády do Porýní přišel rod Metternichů od většinu svých panství a rodina se dostala do finančních potíží. V roce 1797 byl říšským vyslancem na kongresu v Rastattu, avšak po silně negativním postupu pro Rakousko, za který ovšem Metternich nenesl odpovědnost, ztratil veškerou podporu u vídeňského dvora.

### Další politická činnost
Roku 1803 bylo na usnesení mimořádné říšské deputace rozdnuto o odškodnění rodiny Metternichů za ztrátu majetků na levém břehu Rýna nabytí říšského opatství Ochsenhausen a sám František Jiří byl povýšen do říšského knížecího stavu. Kromě toho byl v roce 1804 jmenován státním a konferenčním ministrem, tento úřad však nebyl spojen s žádnými novými úkoly.
Zatímco jeho syn Clemens Václav kvůli organizaci svatby arcivévodkyně Marie Luisy s Napoleonem v roce 1810 pobýval v Paříži, zatupoval ho otec ve funkci dvorního a státního kancléře. Z této pozice se pokusil o sblížení Rakouska s Ruskem. Po svém návratu do Vídně učinil Clemens Václav kroky ke zrušení kroků svého otce, neboť v té době usiloval o profrancouzskou politiku. Jako majitel mediatizovaného panství Ochsenhausen byl František Jiří z Metternichu v letech 1815–1817 virilním členem württembeského stavovského shromáždění. Zasedání sněmu ve Stuttgartu se však sám neúčastnil, ale zastupoval jej hrabě Richard von Schaesberg-Thannheim.

## Manželství a potomci
V roce 1771 se oženil s hraběnkou Marií Beatrix z Kagenecku (8. 12. 1755 Freiburg im Breisgau – 23. 11. 1828 Vídeň). Měli spolu čtyři potomky:
- 1. Paulina (29. 11. 1772 Koblenz – 23. 6. 1855 Vídeň)
  - ⚭ (1817) vévoda Ferdinand Fridrich August Württemberský (22. 10. 1763 Trzebiatów – 20. 1. 1834), polní maršál
- 2. Klemens Václav (15. 5. 1773 Koblenz – 11. 6. 1859 Vídeň), kníže z Metternich-Winneburgu, vévoda z Portelly, hrabě z Kynžvartu, ministr zahraničí, poté státní kancléř Rakouského císařství 1809–1848
  - ⚭ I. (1795) Marie Eleonora z Kounic-Rietbergu (1. 10. 1775 Vídeň – 19. 3. 1825 Paříž)
  - ⚭ II. (1827) Marie Antonie z Leykamu (25. 8. 1806 Neapol – 17. 1. 1829 Lázně Kynžvart)
  - ⚭ III. (1831) Melanie Zichy-Ferraris (28. 1. 1805 Vídeň – 3. 3. 1854 Vídeň)
- 3. Josef (14. 11. 1774 – 9. 12. 1830)
  - ⚭ Juliana Sulkowska (5. 3. 1776 Varšava – 18. 4. 1839 Vídeň)
- 4. Fridrich Ludvík (14. 1. 1777 Koblenz – 2. 3. 1778)